# Walter Hempel
Walter Hempel (Lipsia, 12 agosto 1887 – Lipsia, 10 gennaio 1940) è stato un calciatore tedesco, di ruolo difensore.